# Пётр Кмита из Виснича
Пётр Кмита из Виснича (пол. Piotr Kmita z Wiśnicza; около 1442 — 16 апреля 1505) — польский магнат, военный и государственный деятель. Каштелян сандомирский (с 1499), воевода краковский (1501—1505), маршалок великий коронный (1494—1505), староста спишский (с 1478), староста сондецкий (1501—1505).

## Биография
Представитель польского дворянского рода Кмита герба «Шренява». Второй сын каштеляна львовского и пшемысльского Яна Кмиты (Яна Косека из Собеня) (+ 1458/1460). Старший брат воеводы русского Станислава Кмиты.
В 1458 году Пётр Кмита начал обучение в Краковской академии. Отец оставил сыновьям замок Собень на правом берегу Сан (теперь не существует, к югу от Санока), немало деревень. В 1487 году было разделение семейного имущества. В 1466 году Пётр Кмита принимал участие в битве под Хойницами (заслуги скромные, король оценил в 60 гривен). Как королевский придворный был во главе конного отдела из 14 всадников, который сопровождал в Прагу короля Владислава Ягеллончика (из Кракова отправились 25 июля 1471 года). В 1478 году Пётр Кмита был назначен старостой спишским, в 1483 году выкупил заложенное (предшественником Прецлавом из Дмосиц) имущество замков спишских. В 1502 году за счет Петра Кмиты был отремонтирован замок любовельский и его уничтоженную башню. В 1485 году Пётр Кмита участвовал в походе против турок. В 1489 году он был старостой сондецким. В 1490 году по заданию короля Казимира IV Ягеллончика Пётр Кмита отправился в Венгрии для поддержки кандидатуры королевича Яна Ольбрахта на трон после смерти Матвея Корвина. В 1500 году был послом послом в Буде во время заключения венгерско-французского перемирия. В 1501 году был назначен воеводой краковским. 4 апреля 1505 года написал в Висничье завещание, которым ключ висницкий записал своему племяннику Петру (умер в 1515 году, сенцкому старости, сыну старосты белзского и бецкого Анджея Кмиты).
Скончался 16 апреля 1505 года, был похоронен в кафедральном соборе Вавеля.

## Семья
Жена Эльжбета Дмосицкая (дочь Прецлава из Дмосиц — старосты спишского, брак по крайней мере с 1494 года). Детей не было. Пётрковский сейм 1509 года разрешил вдове пожизненное управление спишским староством, имевшего обеспеченную мужем сумму 3000 венгерских флоринов; умерла в 1512 году.

## Собственность
Из раздела родительского имущества Пётр Кмита получил замок Собэн, близлежащие городки, деревни. После смерти брата Петра получил 7 сел в Краковском воеводстве, дом в Пётркуве—Трибунальском (королевский подарок, до конца жизни). Имел староство спишское, 2 королевщины (города Новый Сонч, Солец). Ежегодно имел оброк из жупы бохеньской и мельницы. За службу получал от короля деньги. Продал короне в 1487 году села Дрвину и Волю Дрвинскую.